# Terry Harknett
Terry Harknett, född 14 december 1936 i Rainham, Essex, England, död 23 januari 2019 i Dorchester, England, var en brittisk författare som skrev närmare 200 romaner, främst inom västern men även deckare. Han använde främst pseudonymen George G. Gilman men skrev förutom under eget namn även som Frank Chandler, Joseph Hedges, Charles R. Pike, William Terry, Jane Harman, William M. James, William Pine och Thomas H. Stone.

## Biografi

### Uppväxt
Harknett föddes 1936, lämnade Rainham Secondary Modern School 1951, och satsade på en karriär som reporter med anställningar hos Reuters News Agency och Reuters Comtelburo. Vid nattjänstgöring 1953 skrev han sin först utgivna novell, den romantiska Katie's birthday. Harknetts första västernnovell, Guns at the silver horseshoe, utgavs den 14 januari 1955 i Reveille. 1955 inkallades Harknett till militärtjänstgöring och tjänstgjorde i Royal Air Force. 1957 återvände han till det civila och blev reklamassistent hos 20th Century Fox brittiska kontor. 1960 gifte han sig med Jane Harman. 1961 blev han reporter och redaktör hos National Newsagent.
Harknetts första västernroman var en bearbetning av filmen A town called Bastard 1971, som utgavs under pseudonym William Terry. 1972 följde en bearbetning av filmen A fistful of dollars, publicerad under pseudonymen Frank Chandler. Sedan återanvändes pseudonymen William Terry när han 1972 utgav bearbetningar av såväl Hannie Caulder som Red sun.

### George G. Gilman
Laurence James, utgivare hos New English Library, föreslog då att Harknett skulle skriva de fyra första böckerna i en västernserie. Harknett använde sig av pseudonymen George G. Gilman när han skrev The loner 1972, vilket var första boken om Edge. Harknett blev nu en heltidsförfattare som arbetade mellan kl 9 till 5 fem dagar i veckan, vilket medförde att han kunde skriva en västernbok på 11 dagar. 1974 utgavs första boken om Adam Steele, The violent peace. Så småningom skulle dessa två karaktärer träffas i en gemensam serie. Som mest kunde varje bok om Edge ges ut i 250 000 exemplar. 1981 blev böckerna längre men i slutet av 1980-talet sjönk intresset för västernböcker och på 1990-talet skrev Harknett mest för sitt nöjes skull utan planer eller hopp om att bli publicerad. Kanske är det dessa som senare publicerats som Edge - the return, där karaktären blivit äldre.
De inledande böckerna om Edge och Adam Steele översattes till svenska och utgavs av B. Wahlströms bokförlag i serierna Kaliber 45 och Wild West.
En tredje karaktär som Harknett skapade under pseudonymen George G. Gilman var Barnaby Gold. Denne framträdde i en serie kallad The undertaker och första boken, Black as death utgavs 1980. Denna serie omfattade sex böcker och sedan framträdde Gold flyktigt i romanen The rifle 1989, där Edge var huvudperson.

### Övriga pseudonymer och böcker
Harknett utgav tre inledande böcker i serien om Jubal Cade under pseudonymen Charles R. Pike. När Mayflower Books fortsatte ge ut böcker i denna serie skrevs dessa av Angus Wells och i ett fall av Kenneth Bulmer. 
Pseudonymen William M. James användes när Harknett tillsammans med Laurence James skrev en serie kallad Apache för Pinnacle Books. Efter att ha varit medförfattare till seriens sjunde bok, The best man, valde Harknett dock att lämna samarbetet för att koncentrera sig på skrivande som George G. Gilman.
Harknett skrev även annat än västernböcker och på 1970-talet användes pseudonym Jospeh Hedges när han skrev en serie kallad The revenger och under eget namn skrev han en polisserie om John Crown som utspelade sig i Hong Kong.

### Som George G. Gilman

#### Edge
- 1 The Loner (1972) (Hämndens natt, 1972, Kaliber 45 nr 14, återutgiven 1981, Bästa Västern nr 78)
- 2 Ten Grand eller Ten Thousand Dollar American (1972) (Grym jakt 1972, Kaliber 45 nr 15, återutgiven 1981, Bästa Västern nr 80)
- 3 Apache Death (1972) (Blodig strid, 1972, Kaliber 45 nr 16, återutgiven 1981, Bästa Västern 82)
- 4 Killer's Breed (1972) (Ge ingen nåd, 1973, Kaliber 45 nr 17, återutgiven 1982, Bästa Västern 84)
- 5 Blood on Silver (1972) (Blodigt silver, 1973, Kaliber 45 nr 20, återutgiven 1982, Bästa Västern 87)
- 6 The Blue, the Grey and the Red eller Red River (1973) (Slåss för livet, 1973, Kaliber 45 nr 23, återutgiven 1982, Bästa Västern nr 89)
- 7 California Killing (1973) (Överfallet, 1974, Kaliber 45 nr 25, återutgiven 1984, Bästa Västern nr 97)
- 8 Hell's 7 eller Seven Out of Hell (1973) (Tågrånarna, 1974, Kaliber 45 nr 26, återutgiven 1984, Bästa Västern nr 98)
- 9 Bloody Summer (1973) (Blodigt byte, 1974, Kaliber 45 nr 30)
- 10 Black Vengeance (1974)
- 11 Sioux Uprising (1974) (Blodigt spel, 1975, Kaliber 45 nr 34)
- 12 Death's Bounty eller Biggest Bounty (1974) (På hett spår, 1975, Kaliber 45 nr 32)
- 13 A Town Called Hate eller The Hated (1974) (Stad utan nåd, 1975, Kaliber 45 nr 35)
- 14 The Big Gold eller Tiger's Gold (1974) (Lockande guld, 1976, Kaliber 45 nr 38)
- 15 Blood Run eller Paradise Loses (1975) (Blodigt hat, 1976, Kaliber 45 nr 40)
- 16 The Final Shot (1975) (Sista skottet, 1976, Kaliber 45 nr 42)
- 17 Vengeance Valley (1975) (Fruktans dal, 1976, Kaliber 45 nr 44)
- 18 Ten Tombstones to Texas (1976) (En man utan nåd, 1977, Kaliber 45 nr 46)
- 19 Ashes and Dust (1976) (Jakt på blodigt byte, 1978, Kaliber 45 nr 56)
- 20 Sullivan's Law (1976) (Laglöst land, 1977, Kaliber 45 nr 48)
- 21 Rhapsody in Red (1977)
- 22 Slaughter Road (1977) (Blodig jakt, 1978, Kaliber 45 nr 58)
- 23 Echoes of War (1977) (Blodigt svek, 1978, Kaliber 45 nr 60)
- 24 The Day Democracy Died eller Slaughterday (1977)
- 25 Violence Trail (1978) (Blodigt guld, 1978, Kaliber 45 nr 62)
- 26 Savage Dawn (1978)
- 27 Death Drive (1978)
- 28 Eve of Evil (1978)
- 29 The Living, the Dying and the Dead (1978)
- 30 Waiting for a Train eller Towering Nightmare (1979) (Blodig fälla, 1980, Kaliber 45 nr 71)
- 31 The Guilty Ones (1979)
- 32 The Frightened Gun (1979)
- 33 Red Fury (1980)
- 34 A Ride in the Sun (1980)
- 35 Death Deal (1980)
- 36 Town on Trial (1981)
- 37 Vengeance at Ventura (1981)
- 38 Massacre Mission (1981)
- 39 The Prisoners (1981)
- 40 Montana Melodrama (1982)
- 41 The Killing Claim (1982)
- 42 Bloody Sunrise (1982)
- 43 Arapaho Revenge (1983)
- 44 The Blind Side (1983)
- 45 House On the Range (1983)
- 46 The Godforsaken (1984)
- 47 The Moving Cage (1984)
- 48 School for Slaughter (1985)
- 49 Revenge Ride (1985)
- 50 Shadow of the Gallows (1985)
- 51 A Time for Killing (1986)
- 52 Brutal Border (1986)
- 53 Hitting Paydirt (1986)
- 54 Backshot (1987)
- 55 Uneasy Riders (1987)
- 56 Doom Town (1987)
- 57 Dying Is for Ever (1988)
- 58 The Desperadoes (1988)
- 59 Terror Town (1988)
- 60 The Breed Woman (1989)
- 61 The Rifle (1989)

#### Adam Steele
- 1 Rebels and Assassins Die Hard eller The violent Peace (1974) (En efter en, 1974, övers Gösta Zetterlund, Wild West nr 29)
- 2 Bounty Hunter (1974) (Prisjägaren, 1975, övers Gösta Zetterlund, Wild West nr 31)
- 3 Hell's Junction (1974) (Slå tillbaka, 1975, övers Gösta Zetterlund, Wild West nr 33)
- 4 Valley of Blood (1975) (Dödens dal, 1976, övers Thor-Leif Dahnielson, Wild West nr 38)
- 5 Gun Run (1975)
- 6 Killing Art (1975) (Bitter strid, 1976, övers Gösta Zetterlund, Wild West nr 42)
- 7 Cross-fire (1976) (Dödligt bakhåll, 1976, övers Börje Åhlander, Wild West nr 44)
- 8 Comanche Carnage (1976)
- 9 Badge in the Dust (1976)
- 10 The Losers (1976) (Det hårda gänget, 1977, övers Gösta Zetterlund, Wild West nr 47)
- 11 Lynch Town (1976) (I galgens skugga, 1977, övers Crister Ellsén, Wild West nr 50)
- 12 Death Trail (1977) (Dödens spår, 1978, övers Thor-Leif Dahnielson, Wild West nr 56)
- 13 Bloody Border (1977) (Hämndens dal, 1978, övers Thor-Leif Dahnielson, Wild West nr 58)
- 14 Delta Duel (1977) (Fällan, 1980, övers Thor-Leif Strindberg, Wild West nr 68)
- 15 River of Death (1977)
- 16 Nightmare at Noon (1978)
- 17 Satan's Daughters (1978)
- 18 The Hard Way (1978)
- 19 The Tarnished Star (1979)
- 20 Wanted For Murder (1979) (Jagad för mord, 1981, övers Solveig Rasmussen, Wild West nr 76)
- 21 Wagons East (1979)
- 22 The Big Game (1979)
- 23 Fort Despair (1979)
- 24 Manhunt (1980)
- 25 Steele's War: The Woman (1980)
- 26 Steele's War: The Preacher (1981)
- 27 Steele's War: The Storekeeper (1981)
- 28 Steele's War: The Stranger (1981)
- 29 The Big Prize (1981)
- 30 The Killer Mountains (1982)
- 31 The Cheaters (1982)
- 32 The Wrong Man (1982)
- 33 Valley of the Shadow (1983)
- 34 The Runaway (1983)
- 35 Stranger in a Strange Town (1983)
- 36 Hell Raisers (1984)
- 37 Canyon of Death (1985)
- 38 High Stakes (1985)
- 39 Rough Justice (1985)
- 40 Sunset Ride (1986)
- 41 The Killing Strain (1986)
- 42 The Big Gunfight (1987)
- 43 The Hunted (1987)
- 44 Code of the West (1987)
- 45 The Outcasts (1987)
- 46 The Return (1988)
- 47 Trouble in Paradise (1988)
- 48 Going Back (1989)
- 49 The Long Shadow (1989)

#### Edge Meets Steele
- 1 Two of a Kind (1980)
- 2 Matching Pair (1982)
- 3 Double Action (1984)

#### The Undertaker
- 1 Black as Death (1981)
- 2 Destined to Die (1981)
- 3 Funeral by the Sea (1981)
- 4 Three Graves to a Showdown (1982)
- 5 Back from the Dead (1982)
- 6 Death in the Desert (1982)

#### Edge - The Return
- 1 The Quiet Gun (2011)
- 2 The Deputy (2011)
- 3 The Outrage (2011)
- 4 Killing Time in Eternity (2011)
- 5 Return to Massacre Mesa (2011)
- 6 Name on the Bullet (2012)

### Som Charles R. Pike

#### Jubal Cade
- 1 The Killing Trail (1974) (Landet utan nåd, 1975, Sheriff nr 111)
- 2 Double Cross (1974) (Blodiga spår, 1975, Sheriff nr 114)
- 3 The Hungry Gun (1975) (Dödlig skugga, 1975, Sheriff nr 115)

### Som Frank Chandler
- A fistful of dollars (1972)

### Som William Terry
- A town called Bastard (1971) (De dömdas stad, 1977, övers Inge R. L. Larsson, Sheriff nr 128)
- Hannie Caulder (1972) (Jakten på bröderna Clemens, 1973, Sheriff nr 101)
- Red sun (1972) (Blodröd sol, 1973, övers Solveig Karlsson, Wild West nr 19, Förrädaren, 1976, övers S. Rune Mantling, Longhorn nr 73)